# Teleșeuca
Teleșeuca è un comune della Moldavia situato nel distretto di Dondușeni di 828 abitanti al censimento del 2004

## Località
Il comune è formato dall'insieme delle seguenti località: (popolazione al 2004)
- Teleșeuca (617 abitanti)
- Teleșeuca Nouă (211 abitanti)